# Meister des Speyerer Altars

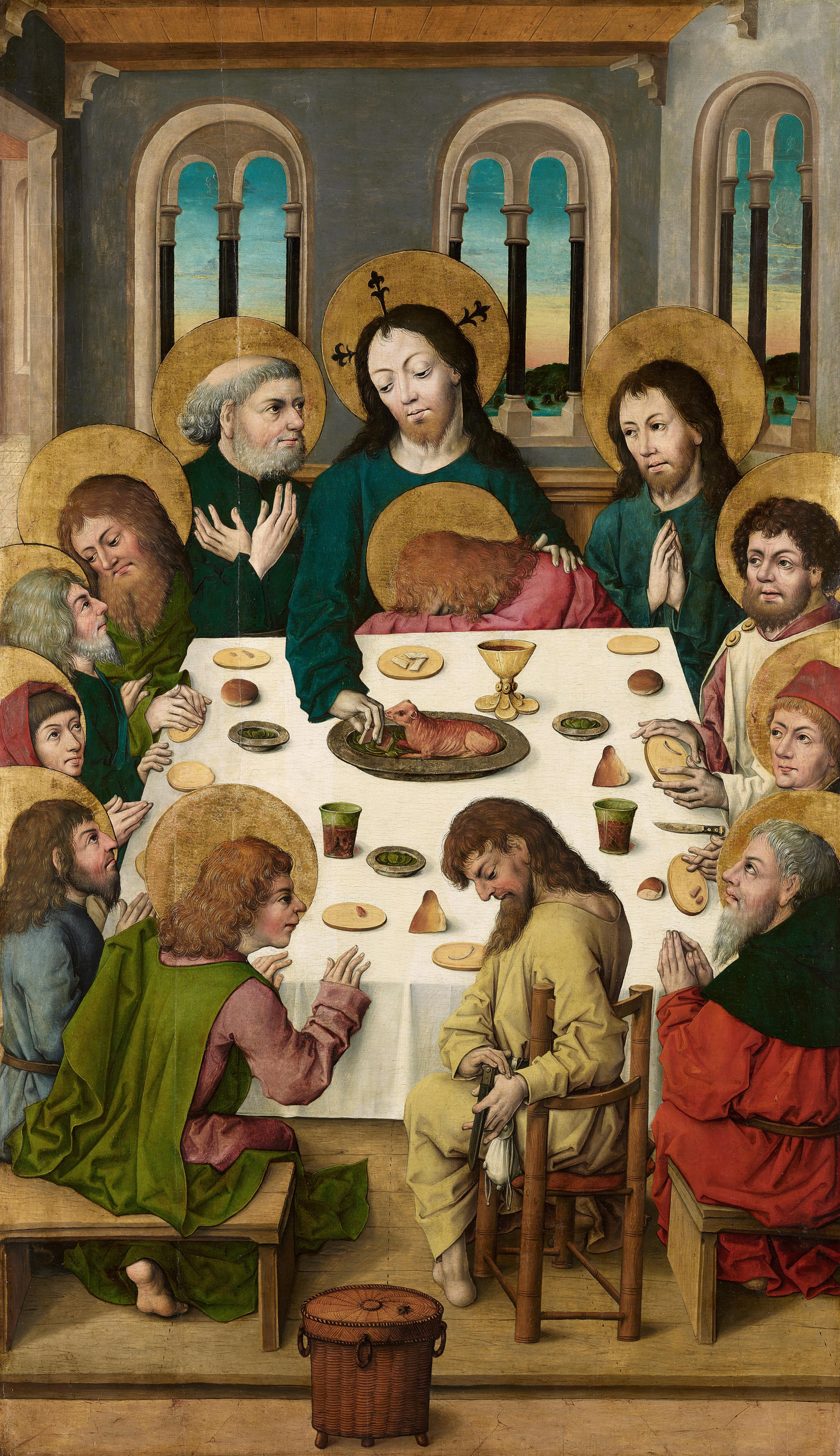
Sogenannter Speyerer Altar, Flügelaussenseite, Abendmahl (um 1480), Berlin, Gemäldegalerie

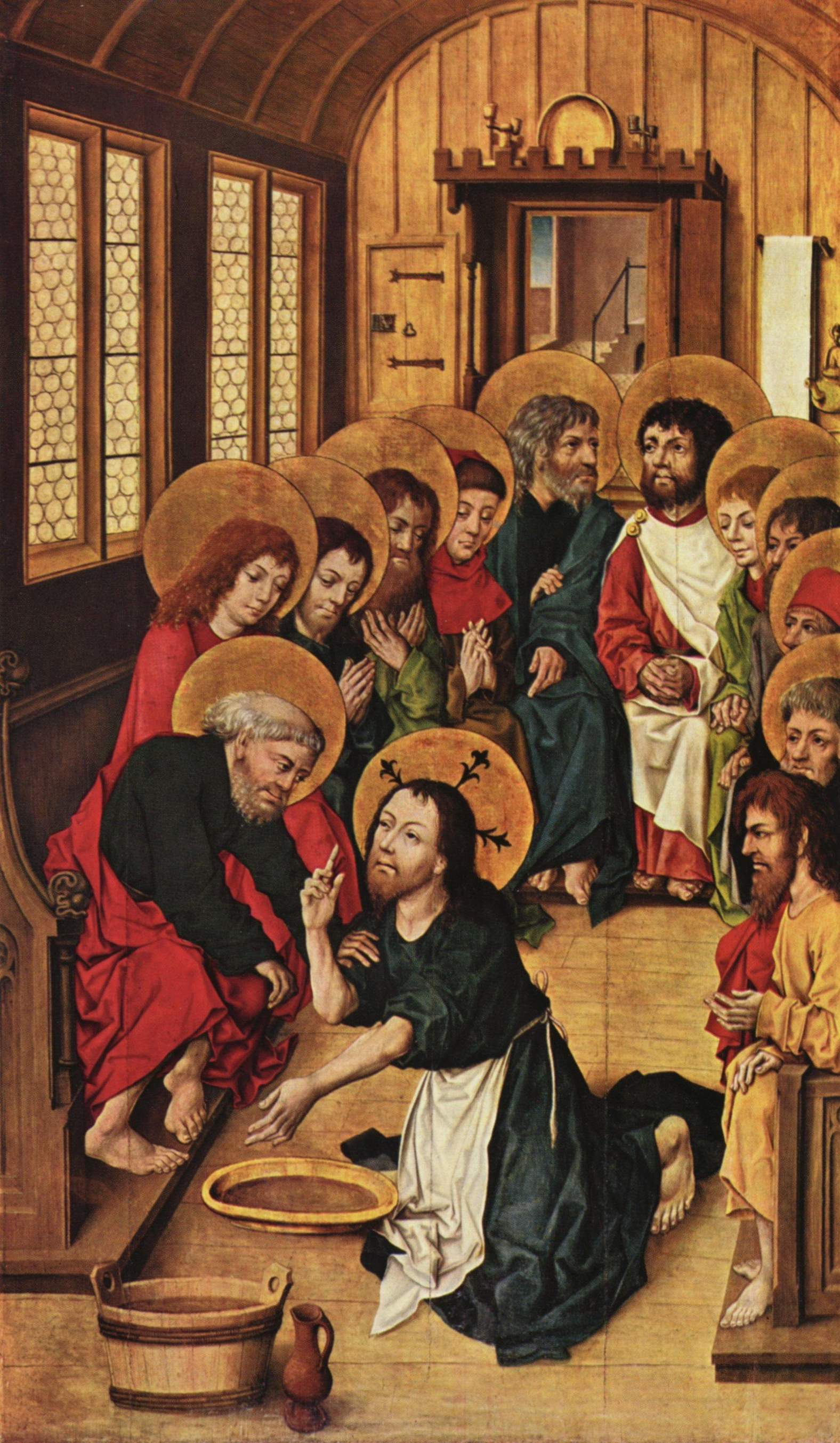
Sogenannter Speyerer Altar, Flügelaussenseite, Fußwaschung (um 1480), Berlin, Gemäldegalerie

Als Meister des Speyerer Altars wird ein Maler der  Spätgotik bezeichnet, der zwischen 1480 und 1505 in der Pfalz oder Mainz eine bedeutende Werkstatt betrieb. Er erhielt diesen Notnamen nach dem traditionell genannten  Aufstellungsort (Speyer) seines Passionsaltars. Seine Arbeiten stehen unter dem Einfluss der niederländischen Kunst seiner Zeit, mit der er entweder direkt oder über zeitgenössische Maler aus Köln in Berührung kam.
Der zwischen 1480 und 1485 entstandene Speyerer Altar ist ein heute in seinen Bestandteilen auf das Freiburger Augustinermuseum, die Berliner Gemäldegalerie und das Frankfurter Städel-Museum verteilter Flügelaltar.

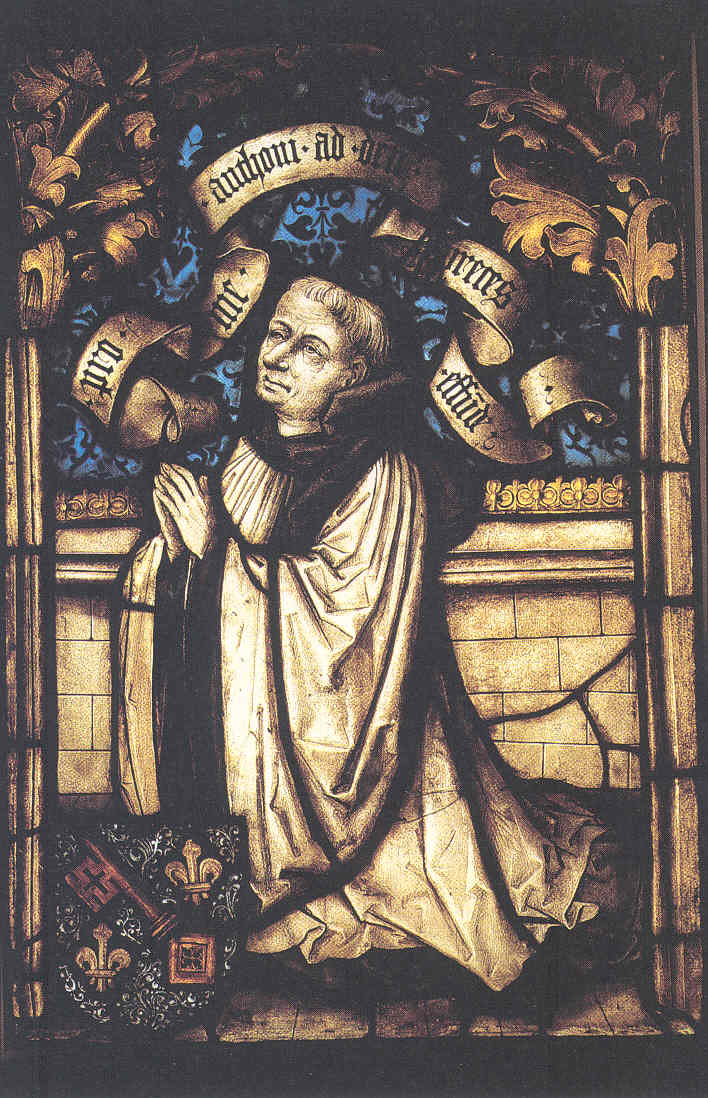
Stifterscheibe mit dem Bild Johann von Dalbergs (um 1480), Karlsruhe, Badisches Landesmuseum

Wahrscheinlich wurde der Meister in einer Glasmalerwerkstatt ausgebildet. Von ihm sind auch zwei Scheiben mit Stifterbildnissen der Familie von Dalberg erhalten. Ebenso Teile eines Altares für die Liebfrauenkirche in Mainz.
Oft werden Werke des Meisters des Speyerer Altars dem Umkreis des  Meisters des Hausbuches  oder ihm selbst zugeordnet. Hier konnte bislang keine Einigung in der Wissenschaft erzielt werden.